# Erica australis
Erica australis és una espècie de bruc que arriba a fer 1 a 1,5 m d'alt amb fulles linears de 3 a 6 mm. Flors amb la corol·la rosada de 5 a 9 mm de longitud. Floreix a finals d'hivern i inicis de la primavera.

## Distribució
Muntanyes de sòls silcis dels Montes de León, Ancares, Serralada cantàbrica, Sanabria, Picos de Urbión, Sierra de la Demanda, Sistema Central. Generalment suposa l'estat de degradació pel foc de les rouredes, de pinedes, de bedolls i de fagedes.
Hi ha dues subespècies Erica australis subsp. australis distribuïda ple Sistema Central i Erica australis subsp. aragonensis distribuîda pel Sistema Ibèric, Serralada cantàbrica i Sistema Central propi de zones més altes i més fredes.
És un endemisme de la meitat occidental de la península Ibèrica i nord-oest d'Àfrica.
El seu epítet específic, australis significa "del sud".

## Sinònims
- Erica aragonensis Willk.
- Erica australis subsp. aragonensis (Willk.)
- Erica occidentalis Merino
- Erica pistillaris Salisb.
- Erica protrusa Salisb.
- Ericoides australe (L.) Kuntze[2]